# Curt Flood
Curtis Charles Flood (Houston, Texas, 18 de enero de 1938-Los Ángeles, California, 20 de enero de 1997), más conocido como Curt Flood, fue un jugador profesional estadounidense de béisbol que se desempeñó en la posición de jardinero central en las Grandes Ligas de Béisbol (MLB). Logró obtener siete Guantes de Oro.

## Carrera
Flood jugó como profesional dos temporadas en Cincinnati Redlegs (1956-1957), después pasó a St. Louis Cardinals (1958-1969), luego a Washington Senators, donde jugó una temporada (1971), y fue el equipo en el que se retiró.

## Premios
Fue galardonado con el Guante de Oro en siete oportunidades (1963, 1964, 1965, 1966, 1967, 1968 y 1969).